# Агние-Афанасьевск
Агние-Афанасьевск — исчезнувший населённый пункт в Хабаровском крае. В 1948—1956 годах имел статус посёлка городского типа.
Возник как посёлок золотодобытчиков. В 1935 году прииск Агние-Афанасьевское был отнесён к Дяппенскому сельсовету Ульчского района. В 1940 году населённый пункт Агние-Афанасьевское стал центром Дяппенского с/с.
19 октября 1948 населённый пункт Агние-Афанасьевское получил статус посёлка городского типа с присвоением названия Агние-Афанасьевский. Одновременно образован одноимённый поселковый совет.
25 декабря 1956 года Агние-Афанасьевский утратил статус посёлка городского типа. Поселковый совет был упразднён и присоединён к Киселёвскому с/с.
9 декабря 1956 года посёлок Агние-Афанасьевск был передан в Удыльский с/с, став при этом его центром. Одновременно Удыльский с/с был переименован в Агние-Афанасьевский с/с. 17 мая 1979 года Агние-Афанасьевский с/с был упразднён путём присоединения к Киселёвскому с/с.
1 марта 2000 года посёлок Агние-Афанасьевск был исключён из учётных данных.